# Trigonobalanus doichangensis
Trigonobalanus doichangensis е вид растение от семейство Букови (Fagaceae).

## Разпространение
Разпространен е в Китай и Тайланд.